# Ефтим Манев (революционер)
Ефтим Манев с псевдоним Кьофот е български революционер, деец на Вътрешната македоно-одринска революционна организация.

## Биография
Роден е в Кавадарци, тогава в Османската империя. Присъединява се към ВМОРО. В 1906 година е член на Тиквешкия околийски революционен комитет. След Младотурската революция в 1908 година става деец на Съюза на българските конституционни клубове и е избран за делегат на неговия Учредителен конгрес от Кавадарци.
В 1913 година участва в Тиквешкото въстание и влиза в неговия революционен щаб.